# Relationship of Command
Relationship of Command é o terceiro álbum de estúdio da banda americana At the Drive-In, lançado em 2000 pela Grand Royal Records e reeditado em 2004 pela Fearless Records. Em 2020, a revista Metal Hammer o elegeu como um dos 20 melhores álbuns de 2000.

## Faixas
Todas as músicas de At the Drive-In.
1. "Arcarsenal" – 2:55
2. "Pattern Against User" – 3:17
3. "One Armed Scissor" – 4:19
4. "Sleepwalk Capsules" – 3:27
5. "Invalid Litter Dept." – 6:05
6. "Mannequin Republic" – 3:02
7. "Enfilade" – 5:01
8. "Rolodex Propaganda" – 2:55
9. "Quarantined" – 5:24
10. "Cosmonaut" – 3:23
11. "Non-Zero Possibility" – 5:36
12. "Extracurricular" – 3:59 (apenas na reedição da Fearless Records de 2004)
13. "Catacombs" – 4:14 (apenas na reedição da Fearless Records de 2004)